# Stazione di Sacile San Liberale
La stazione di Sacile San Liberale è una fermata ferroviaria del Friuli-Venezia Giulia, in provincia di Pordenone, che si trova sulla linea ferroviaria Sacile–Pinzano.

## Strutture e impianti
Sacile San Liberale è la seconda stazione di Sacile ed situata a soli 2 km dalla stazione di Sacile.
La fermata è dotata di un binario unico ed è costituita da una tettoia sotto la quale si trova una bacheca con gli orari e le informazioni e da panchine in pietra; è presente anche una fontana funzionante. Non è presente il servizio biglietteria e non c'è la convalidatrice dei biglietti.
Sacile San Liberale è la fermata più moderna dell'intera tratta, costruita più che altro per gli studenti che frequentano le vicine scuole superiori. Da marzo 2011 è stata dotata di un impianto di informazioni sonore.

## Movimento
Il servizio passeggeri regionale è svolto da Trenitalia lungo la relazione Sacile – Pinzano – Gemona. Dal luglio 2012 al 9 dicembre 2017, il servizio ferroviario è stato sospeso e sostituito da autocorse, a causa di una frana nei pressi di Meduno che ha provocato lo sviamento di un treno; dal 10 dicembre 2017, il servizio nella stazione è ripreso, grazie alla parziale riapertura della ferrovia, tra Sacile e Maniago.

## Servizi
Non sono presenti servizi presso la fermata. 

La rivendita più vicina di biglietti è posta presso la stazione centrale di Sacile.

## Interscambi
- Fermata autobus